# Taphrina confusa
Taphrina confusa är en svampart som först beskrevs av George Francis Atkinson och som fick sitt nu gällande namn av Karl Giesenhagen 1928.
Taphrina confusa ingår i släktet Taphrina och familjen häxkvastsvampar. Inga underarter finns listade i Catalogue of Life.